# Hachemí
Hachemí, hashimí o hachemita (en árabe: هاشمي‎) es el nombre que se da a un linaje árabe, en la actualidad reinante en Jordania y presente en Marruecos, que procede de los Banu Háshim o hijos de Háshim, uno de los clanes más importantes de la antigua tribu de Quraish, radicada en La Meca, y a la que pertenecía Mahoma (nombre que suele transcribirse en árabe romanizado como Muhámmad).

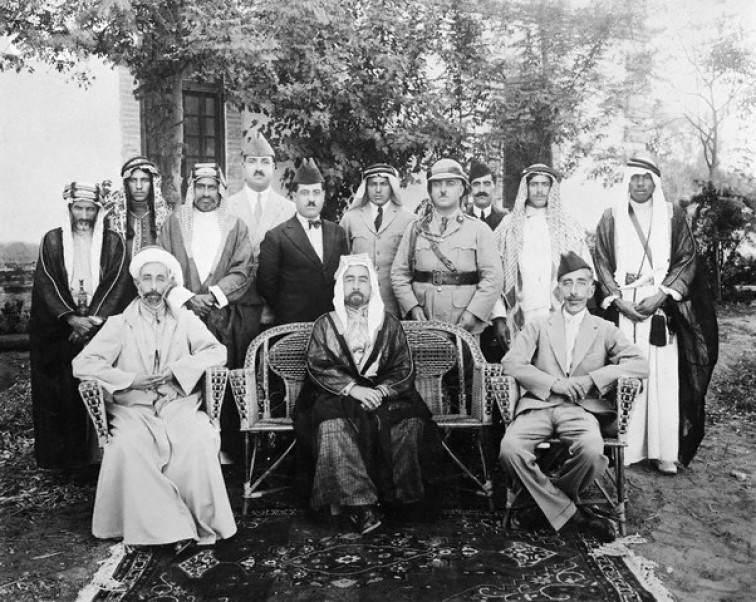
Los hijos del Rey Huséin I de Hiyaz (1916–1924); en Bagdad, 1930. Sentados de izquierda a derechaː Rey Ali I de Hiyaz (1924-1925), Rey Abdalá I de Jordania (1921-1951), Rey Faisal I de Irak (1921-1933).

## Historia
El nombre de hachemíes se debe a Háshim ibn Abd al-Manaf (muerto c. 510), bisabuelo de Mahoma. El clan de los Banu Háshim o hachemíes antiguos se caracteriza por su lucha en los primeros tiempos del Islam contra los Omeyas, clan rival de la misma tribu de Quraish, por el control del joven Estado islámico. Tras la sustitución de los omeyas por los abbasíes, estos intentaron presentarse como representantes de los hachemíes, pues hacían remontar su linaje a un hachemí, Abbás ibn Abd al-Muttálib, tío de Mahoma.
Desde el siglo X los hachemíes ostentan el cargo de Jerifes de La Meca, encargados de la protección de las ciudades santas de La Meca y Medina, en el Hiyaz (región occidental de Arabia en la costa del mar Rojo). En el siglo XVI acataron la autoridad del Imperio otomano, aunque siguieron teniendo una amplia autonomía de acción en sus dominios. Durante un tiempo eran los otomanos quienes designaban al jerife de La Meca dentro de una serie de candidatos, recayendo siempre la elección sobre un hachemí.

## Reino Hachemita del Hiyaz (1916-1925)
En 1908 fue elegido Jerife Huséin ibn Alí, quien intentó obtener de la Sublime Puerta el reconocimiento del carácter hereditario del título en sus descendientes. Sin embargo, el estallido de la Primera Guerra Mundial y el colapso del Imperio otomano llevaron a que Huséin declarara la guerra al Imperio otomano el 10 de junio de 1916, proclamandose rey del Hiyaz e inaugurando así la dinastía hachemita, tras el levantamiento conocido como Rebelión árabe y con el apoyo del Foreign Office británico. Sin embargo, las promesas británicas de un gran reino árabe no tardaron en romperse.
Huséin I reinó sobre un Hiyaz independiente hasta que en 1924 abdicó en su primogénito Ali bin Hussein. Alí I solo mantuvo su renio durante poco más de un año cuando fue conquistado por sus vecinos saudíes del Sultanato de Néyed, dando lugar a la creación del Reino de Arabia Saudita.
Tras la ocupación saudí, Alí I se refugió en el reino iraquí de su hermano, y con el tiempo su hijo el Príncipe Abdalá ibn Alí ausmió la como regente la jefatura del estado de Irak entre 1939 y 1953, durante la minoría de edad del rey Faisal II.

## Reino Árabe de Siria (1919-1920)
Después de romper su promesa de entregar Arabia a los Hachemís, el Reino Unido buscó una solución que contentase al rey Huseín por medio del coronel Lawrence de Arabia —que había servido como enlace con los árabes durante la revuelta—, quien propuso lo que se denominó la ‘solución jerifiana’. La propuesta consistía en otorgar tres reinos separados a tres hijos de Huseín: Faisal sería rey de Siria, Abdalá del actual Irak, y Zeid de parte del Kurdistán. El mayor de sus cuatro hijos, Ali permaneció en Hiyaz para heredar el reino de su padre en 1924.
Mientras los británicos hacían las promesas de independencia, se estaban suscribiendo secretamente acuerdos en el sentido contrario, como el Acuerdo Sykes-Picot con Francia. De hecho, en última instancia, la implementación del Acuerdo Sykes-Picot conduciría al socavamiento y destrucción del Reino Árabe de Siria.

Solución jerifiana de Lawrence de Arabia
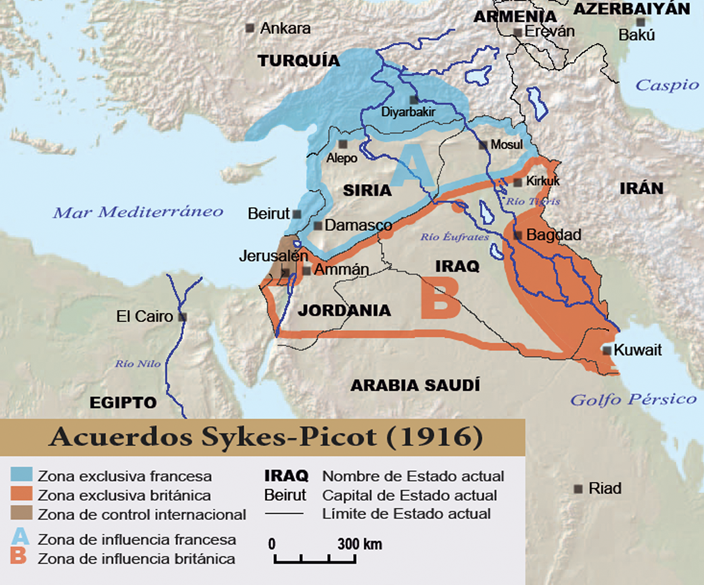
Acuerdo anglo-francés de Sykes-Picot

Faisal, ignorando los tratados franco-británicos se hizo con el control de Damasco y estableció el primer reino árabe independiente en Oriente Medio. Pero el reinado de Faisal I en Siria fue efímero, pues Francia no se mostró dispuesta a admitir el reinado de alguien colocado por los británicos en su zona de influencia. Con la intermediación británica los hachemíes y sus partidarios firmaron la rendición y fueron expulsados de Siria en 1921.

## Reino Hachemita de Irak (1921-1958)
Para evitar una guerra entre árabes y franceses, en 1921 los británicos ofrecieron el trono de Irak a Faisal, mientras que para Abdalá constituyeron el Emirato de Transjordania, un país surgido literalmente de la nada, con recursos hídricos bastante escasos, y en el que la gran mayoría del territorio es un árido desierto.
A Faisal I (1921-1933) le sucedió en el trono iraquí su hijo Gazi I (1933-1939) y a este su hijo Faisal II (1939-1958) con el que finalizó la monarquía en Irak, pues a pesar de haber conseguido sofocar la revuelta nacionalista que tuvo lugar durante la Segunda Guerra Mundial, finalmente en 1958 fue destronado por el coronel Qásim, un nacionalista revolucionario que fusiló a los miembros de la familia real.
Tras la masacre de la familia real iraquí, el Príncipe Zeid bin Hussein, cuarto hijo del Jerife y con el que no se había cumplido el compromiso de instaurar un reino árabe en el Kurdistán, asumió la posición de pretendiente de los tronos de Irak y Siria. Desde su fallecimiento en 1970 el pretendiente es su hijo el Príncipe Raad bin Zeid.

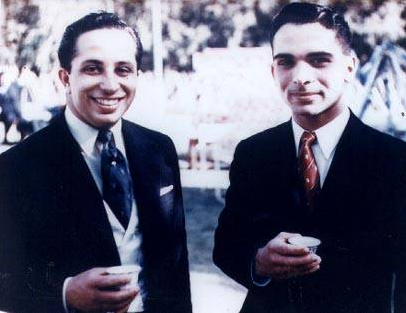
Los reyes Faisal II de Irak (1939-1958) y Huseín I de Jordania (1952-1999), en 1957.

## Reino Hachemita de Jordania (1921-actualidad)
El Emir Abdalá I de Transjordania, tras gobernar el país bajo la fórmula del protectorado británico, consigue al fin la independencia total en 1946, siendo proclamado Rey de Jordania y unificando la antigua provincia de Transjordania con los territorios que la ONU dejó fuera del estado de Israel.
El último hijo reinante del jeque Hussein fue asesinado en 1951 por un radical palestino cuando se disponía a orar en una mezquita de Jerusalén, pero su Estado sobrevivió, con la figura de su hijo Talal I (1951-1952), de su nieto Huséin I (1952-1999), y desde 1999 con su bisnieto Abdalá II.
Siempre se ha destacado que esta monarquía creada de la nada, en un territorio desértico, sin ningún recurso petrolífero, que en 1967 tras la guerra de los Seis Días perdió prácticamente la totalidad de sus recursos hidrológicos, así como su principal fuente de ingresos (los peregrinos cristianos a ciudades como Belén y Nazaret), y que ha tenido el enorme problema de los refugiados palestinos, sea el último Reino Hachemí vigente, llegando hasta nuestros días, y siendo un ejemplo de estabilidad para toda el área de Oriente Medio.

## Genealogía
|  |  |  |  |  |  |  |  |  |  |  |  |  |  |                                                             |                                                             |                                                             |                                                             |                                                             |                                                             |  |  |  |  |                                                                                    |                                                                                    | Mohamed III (1767-1858) Emir de La Meca 1827-1858                                  |                                                                                    |                                                                                    |                                                                                    |  |  |                                                                            |                                                                            |                                                                            |                                                                            |                                                                            |                                                                            |  |  |  |  |                                                                                          |                                                                                          |                                                                                          |                                                                                          |                                                                                          |                                                                                          |  |  |  |  |  |  |  |  |  |  |  |  |  |  |  |  |  |  |  |  |  |  |  |  |  |  |
|  |  |  |  |  |  |  |  |  |  |  |  |  |  |                                                             |                                                             |                                                             |                                                             |                                                             |                                                             |  |  |  |  |                                                                                    |                                                                                    |                                                                                    |                                                                                    |                                                                                    |                                                                                    |  |  |                                                                            |                                                                            |                                                                            |                                                                            |                                                                            |                                                                            |  |  |  |  |                                                                                          |                                                                                          |                                                                                          |                                                                                          |                                                                                          |                                                                                          |  |  |  |  |  |  |  |  |  |  |  |  |  |  |  |  |  |  |  |  |  |  |  |  |  |  |
|  |  |  |  |  |  |  |  |  |  |  |  |  |  |                                                             |                                                             |                                                             |                                                             |                                                             |                                                             |  |  |  |  |                                                                                    |                                                                                    | Ali bin Muhammad                                                                   |                                                                                    |                                                                                    |                                                                                    |  |  |                                                                            |                                                                            |                                                                            |                                                                            |                                                                            |                                                                            |  |  |  |  |                                                                                          |                                                                                          |                                                                                          |                                                                                          |                                                                                          |                                                                                          |  |  |  |  |  |  |  |  |  |  |  |  |  |  |  |  |  |  |  |  |  |  |  |  |  |  |
|  |  |  |  |  |  |  |  |  |  |  |  |  |  |                                                             |                                                             |                                                             |                                                             |                                                             |                                                             |  |  |  |  |                                                                                    |                                                                                    |                                                                                    |                                                                                    |                                                                                    |                                                                                    |  |  |                                                                            |                                                                            |                                                                            |                                                                            |                                                                            |                                                                            |  |  |  |  |                                                                                          |                                                                                          |                                                                                          |                                                                                          |                                                                                          |                                                                                          |  |  |  |  |  |  |  |  |  |  |  |  |  |  |  |  |  |  |  |  |  |  |  |  |  |  |
|  |  |  |  |  |  |  |  |  |  |  |  |  |  |                                                             |                                                             |                                                             |                                                             |                                                             |                                                             |  |  |  |  |                                                                                    |                                                                                    | Huséin I (1853-1931) Emir de La Meca 1908–1924 I Rey de Hiyaz 1916–1924            |                                                                                    |                                                                                    |                                                                                    |  |  |                                                                            |                                                                            |                                                                            |                                                                            |                                                                            |                                                                            |  |  |  |  |                                                                                          |                                                                                          |                                                                                          |                                                                                          |                                                                                          |                                                                                          |  |  |  |  |  |  |  |  |  |  |  |  |  |  |  |  |  |  |  |  |  |  |  |  |  |  |
|  |  |  |  |  |  |  |  |  |  |  |  |  |  |                                                             |                                                             |                                                             |                                                             |                                                             |                                                             |  |  |  |  |                                                                                    |                                                                                    |                                                                                    |                                                                                    |                                                                                    |                                                                                    |  |  |                                                                            |                                                                            |                                                                            |                                                                            |                                                                            |                                                                            |  |  |  |  |                                                                                          |                                                                                          |                                                                                          |                                                                                          |                                                                                          |                                                                                          |  |  |  |  |  |  |  |  |  |  |  |  |  |  |  |  |  |  |  |  |  |  |  |  |  |  |
|  |  |  |  |  |  |  |  |  |  |  |  |  |  |                                                             |                                                             |                                                             |                                                             |                                                             |                                                             |  |  |  |  |                                                                                    |                                                                                    |                                                                                    |                                                                                    |                                                                                    |                                                                                    |  |  |                                                                            |                                                                            |                                                                            |                                                                            |                                                                            |                                                                            |  |  |  |  |                                                                                          |                                                                                          |                                                                                          |                                                                                          |                                                                                          |                                                                                          |  |  |  |  |  |  |  |  |  |  |  |  |  |  |  |  |  |  |  |  |  |  |  |  |  |  |
|  |  |  |  |  |  |  |  |  |  |  |  |  |  | Ali I (1879-1935) II Rey de Hiyaz 1924-1925 Conquista saudí | Ali I (1879-1935) II Rey de Hiyaz 1924-1925 Conquista saudí | Ali I (1879-1935) II Rey de Hiyaz 1924-1925 Conquista saudí | Ali I (1879-1935) II Rey de Hiyaz 1924-1925 Conquista saudí | Ali I (1879-1935) II Rey de Hiyaz 1924-1925 Conquista saudí | Ali I (1879-1935) II Rey de Hiyaz 1924-1925 Conquista saudí |  |  |  |  | Abdalá I (1881-1951) I Emir de Transjordania 1921-1946 I Rey de Jordania 1946-1951 | Abdalá I (1881-1951) I Emir de Transjordania 1921-1946 I Rey de Jordania 1946-1951 | Abdalá I (1881-1951) I Emir de Transjordania 1921-1946 I Rey de Jordania 1946-1951 | Abdalá I (1881-1951) I Emir de Transjordania 1921-1946 I Rey de Jordania 1946-1951 | Abdalá I (1881-1951) I Emir de Transjordania 1921-1946 I Rey de Jordania 1946-1951 | Abdalá I (1881-1951) I Emir de Transjordania 1921-1946 I Rey de Jordania 1946-1951 |  |  | Faisal I (1885-1933) I Rey de Siria 1919-1920 I Rey de Irak 1921-1933      | Faisal I (1885-1933) I Rey de Siria 1919-1920 I Rey de Irak 1921-1933      | Faisal I (1885-1933) I Rey de Siria 1919-1920 I Rey de Irak 1921-1933      | Faisal I (1885-1933) I Rey de Siria 1919-1920 I Rey de Irak 1921-1933      | Faisal I (1885-1933) I Rey de Siria 1919-1920 I Rey de Irak 1921-1933      | Faisal I (1885-1933) I Rey de Siria 1919-1920 I Rey de Irak 1921-1933      |  |  |  |  | Principe Zeid bin Hussein (1898-1970) Pretendiente al trono de Irak y de Siria 1958-1970 | Principe Zeid bin Hussein (1898-1970) Pretendiente al trono de Irak y de Siria 1958-1970 | Principe Zeid bin Hussein (1898-1970) Pretendiente al trono de Irak y de Siria 1958-1970 | Principe Zeid bin Hussein (1898-1970) Pretendiente al trono de Irak y de Siria 1958-1970 | Principe Zeid bin Hussein (1898-1970) Pretendiente al trono de Irak y de Siria 1958-1970 | Principe Zeid bin Hussein (1898-1970) Pretendiente al trono de Irak y de Siria 1958-1970 |  |  |  |  |  |  |  |  |  |  |  |  |  |  |  |  |  |  |  |  |  |  |  |  |  |  |
|  |  |  |  |  |  |  |  |  |  |  |  |  |  | Ali I (1879-1935) II Rey de Hiyaz 1924-1925 Conquista saudí | Ali I (1879-1935) II Rey de Hiyaz 1924-1925 Conquista saudí | Ali I (1879-1935) II Rey de Hiyaz 1924-1925 Conquista saudí | Ali I (1879-1935) II Rey de Hiyaz 1924-1925 Conquista saudí | Ali I (1879-1935) II Rey de Hiyaz 1924-1925 Conquista saudí | Ali I (1879-1935) II Rey de Hiyaz 1924-1925 Conquista saudí |  |  |  |  | Abdalá I (1881-1951) I Emir de Transjordania 1921-1946 I Rey de Jordania 1946-1951 | Abdalá I (1881-1951) I Emir de Transjordania 1921-1946 I Rey de Jordania 1946-1951 | Abdalá I (1881-1951) I Emir de Transjordania 1921-1946 I Rey de Jordania 1946-1951 | Abdalá I (1881-1951) I Emir de Transjordania 1921-1946 I Rey de Jordania 1946-1951 | Abdalá I (1881-1951) I Emir de Transjordania 1921-1946 I Rey de Jordania 1946-1951 | Abdalá I (1881-1951) I Emir de Transjordania 1921-1946 I Rey de Jordania 1946-1951 |  |  | Faisal I (1885-1933) I Rey de Siria 1919-1920 I Rey de Irak 1921-1933      | Faisal I (1885-1933) I Rey de Siria 1919-1920 I Rey de Irak 1921-1933      | Faisal I (1885-1933) I Rey de Siria 1919-1920 I Rey de Irak 1921-1933      | Faisal I (1885-1933) I Rey de Siria 1919-1920 I Rey de Irak 1921-1933      | Faisal I (1885-1933) I Rey de Siria 1919-1920 I Rey de Irak 1921-1933      | Faisal I (1885-1933) I Rey de Siria 1919-1920 I Rey de Irak 1921-1933      |  |  |  |  | Principe Zeid bin Hussein (1898-1970) Pretendiente al trono de Irak y de Siria 1958-1970 | Principe Zeid bin Hussein (1898-1970) Pretendiente al trono de Irak y de Siria 1958-1970 | Principe Zeid bin Hussein (1898-1970) Pretendiente al trono de Irak y de Siria 1958-1970 | Principe Zeid bin Hussein (1898-1970) Pretendiente al trono de Irak y de Siria 1958-1970 | Principe Zeid bin Hussein (1898-1970) Pretendiente al trono de Irak y de Siria 1958-1970 | Principe Zeid bin Hussein (1898-1970) Pretendiente al trono de Irak y de Siria 1958-1970 |  |  |  |  |  |  |  |  |  |  |  |  |  |  |  |  |  |  |  |  |  |  |  |  |  |  |
|  |  |  |  |  |  |  |  |  |  |  |  |  |  | Principe Abdalá (1913-1958) Regente de Irak 1939-1953       | Principe Abdalá (1913-1958) Regente de Irak 1939-1953       | Principe Abdalá (1913-1958) Regente de Irak 1939-1953       | Principe Abdalá (1913-1958) Regente de Irak 1939-1953       | Principe Abdalá (1913-1958) Regente de Irak 1939-1953       | Principe Abdalá (1913-1958) Regente de Irak 1939-1953       |  |  |  |  | Talal I (1909-1972) II Rey de Jordania 1951-1952                                   | Talal I (1909-1972) II Rey de Jordania 1951-1952                                   | Talal I (1909-1972) II Rey de Jordania 1951-1952                                   | Talal I (1909-1972) II Rey de Jordania 1951-1952                                   | Talal I (1909-1972) II Rey de Jordania 1951-1952                                   | Talal I (1909-1972) II Rey de Jordania 1951-1952                                   |  |  | Gazi I (1912-1939) II Rey de Irak 1933-1939                                | Gazi I (1912-1939) II Rey de Irak 1933-1939                                | Gazi I (1912-1939) II Rey de Irak 1933-1939                                | Gazi I (1912-1939) II Rey de Irak 1933-1939                                | Gazi I (1912-1939) II Rey de Irak 1933-1939                                | Gazi I (1912-1939) II Rey de Irak 1933-1939                                |  |  |  |  | Príncipe Raad bin Zeid (n. 1936) Pretendiente al trono de Irak y de Siria 1970-presente  | Príncipe Raad bin Zeid (n. 1936) Pretendiente al trono de Irak y de Siria 1970-presente  | Príncipe Raad bin Zeid (n. 1936) Pretendiente al trono de Irak y de Siria 1970-presente  | Príncipe Raad bin Zeid (n. 1936) Pretendiente al trono de Irak y de Siria 1970-presente  | Príncipe Raad bin Zeid (n. 1936) Pretendiente al trono de Irak y de Siria 1970-presente  | Príncipe Raad bin Zeid (n. 1936) Pretendiente al trono de Irak y de Siria 1970-presente  |  |  |  |  |  |  |  |  |  |  |  |  |  |  |  |  |  |  |  |  |  |  |  |  |  |  |
|  |  |  |  |  |  |  |  |  |  |  |  |  |  | Principe Abdalá (1913-1958) Regente de Irak 1939-1953       | Principe Abdalá (1913-1958) Regente de Irak 1939-1953       | Principe Abdalá (1913-1958) Regente de Irak 1939-1953       | Principe Abdalá (1913-1958) Regente de Irak 1939-1953       | Principe Abdalá (1913-1958) Regente de Irak 1939-1953       | Principe Abdalá (1913-1958) Regente de Irak 1939-1953       |  |  |  |  | Talal I (1909-1972) II Rey de Jordania 1951-1952                                   | Talal I (1909-1972) II Rey de Jordania 1951-1952                                   | Talal I (1909-1972) II Rey de Jordania 1951-1952                                   | Talal I (1909-1972) II Rey de Jordania 1951-1952                                   | Talal I (1909-1972) II Rey de Jordania 1951-1952                                   | Talal I (1909-1972) II Rey de Jordania 1951-1952                                   |  |  | Gazi I (1912-1939) II Rey de Irak 1933-1939                                | Gazi I (1912-1939) II Rey de Irak 1933-1939                                | Gazi I (1912-1939) II Rey de Irak 1933-1939                                | Gazi I (1912-1939) II Rey de Irak 1933-1939                                | Gazi I (1912-1939) II Rey de Irak 1933-1939                                | Gazi I (1912-1939) II Rey de Irak 1933-1939                                |  |  |  |  | Príncipe Raad bin Zeid (n. 1936) Pretendiente al trono de Irak y de Siria 1970-presente  | Príncipe Raad bin Zeid (n. 1936) Pretendiente al trono de Irak y de Siria 1970-presente  | Príncipe Raad bin Zeid (n. 1936) Pretendiente al trono de Irak y de Siria 1970-presente  | Príncipe Raad bin Zeid (n. 1936) Pretendiente al trono de Irak y de Siria 1970-presente  | Príncipe Raad bin Zeid (n. 1936) Pretendiente al trono de Irak y de Siria 1970-presente  | Príncipe Raad bin Zeid (n. 1936) Pretendiente al trono de Irak y de Siria 1970-presente  |  |  |  |  |  |  |  |  |  |  |  |  |  |  |  |  |  |  |  |  |  |  |  |  |  |  |
|  |  |  |  |  |  |  |  |  |  |  |  |  |  |                                                             |                                                             |                                                             |                                                             |                                                             |                                                             |  |  |  |  | Huséin I (1935-1999) III Rey de Jordania 1952-1999                                 | Huséin I (1935-1999) III Rey de Jordania 1952-1999                                 | Huséin I (1935-1999) III Rey de Jordania 1952-1999                                 | Huséin I (1935-1999) III Rey de Jordania 1952-1999                                 | Huséin I (1935-1999) III Rey de Jordania 1952-1999                                 | Huséin I (1935-1999) III Rey de Jordania 1952-1999                                 |  |  | Faisal II (1935-1958) III Rey de Irak 1939-1958 Fin de la monarquía iraquí | Faisal II (1935-1958) III Rey de Irak 1939-1958 Fin de la monarquía iraquí | Faisal II (1935-1958) III Rey de Irak 1939-1958 Fin de la monarquía iraquí | Faisal II (1935-1958) III Rey de Irak 1939-1958 Fin de la monarquía iraquí | Faisal II (1935-1958) III Rey de Irak 1939-1958 Fin de la monarquía iraquí | Faisal II (1935-1958) III Rey de Irak 1939-1958 Fin de la monarquía iraquí |  |  |  |  | Príncipe Zeid bin Raad (n. 1964) Pretendiente al trono de Irak y de Siria ·sucesor·      | Príncipe Zeid bin Raad (n. 1964) Pretendiente al trono de Irak y de Siria ·sucesor·      | Príncipe Zeid bin Raad (n. 1964) Pretendiente al trono de Irak y de Siria ·sucesor·      | Príncipe Zeid bin Raad (n. 1964) Pretendiente al trono de Irak y de Siria ·sucesor·      | Príncipe Zeid bin Raad (n. 1964) Pretendiente al trono de Irak y de Siria ·sucesor·      | Príncipe Zeid bin Raad (n. 1964) Pretendiente al trono de Irak y de Siria ·sucesor·      |  |  |  |  |  |  |  |  |  |  |  |  |  |  |  |  |  |  |  |  |  |  |  |  |  |  |
|  |  |  |  |  |  |  |  |  |  |  |  |  |  |                                                             |                                                             |                                                             |                                                             |                                                             |                                                             |  |  |  |  | Huséin I (1935-1999) III Rey de Jordania 1952-1999                                 | Huséin I (1935-1999) III Rey de Jordania 1952-1999                                 | Huséin I (1935-1999) III Rey de Jordania 1952-1999                                 | Huséin I (1935-1999) III Rey de Jordania 1952-1999                                 | Huséin I (1935-1999) III Rey de Jordania 1952-1999                                 | Huséin I (1935-1999) III Rey de Jordania 1952-1999                                 |  |  | Faisal II (1935-1958) III Rey de Irak 1939-1958 Fin de la monarquía iraquí | Faisal II (1935-1958) III Rey de Irak 1939-1958 Fin de la monarquía iraquí | Faisal II (1935-1958) III Rey de Irak 1939-1958 Fin de la monarquía iraquí | Faisal II (1935-1958) III Rey de Irak 1939-1958 Fin de la monarquía iraquí | Faisal II (1935-1958) III Rey de Irak 1939-1958 Fin de la monarquía iraquí | Faisal II (1935-1958) III Rey de Irak 1939-1958 Fin de la monarquía iraquí |  |  |  |  | Príncipe Zeid bin Raad (n. 1964) Pretendiente al trono de Irak y de Siria ·sucesor·      | Príncipe Zeid bin Raad (n. 1964) Pretendiente al trono de Irak y de Siria ·sucesor·      | Príncipe Zeid bin Raad (n. 1964) Pretendiente al trono de Irak y de Siria ·sucesor·      | Príncipe Zeid bin Raad (n. 1964) Pretendiente al trono de Irak y de Siria ·sucesor·      | Príncipe Zeid bin Raad (n. 1964) Pretendiente al trono de Irak y de Siria ·sucesor·      | Príncipe Zeid bin Raad (n. 1964) Pretendiente al trono de Irak y de Siria ·sucesor·      |  |  |  |  |  |  |  |  |  |  |  |  |  |  |  |  |  |  |  |  |  |  |  |  |  |  |
|  |  |  |  |  |  |  |  |  |  |  |  |  |  |                                                             |                                                             |                                                             |                                                             |                                                             |                                                             |  |  |  |  | Abdalá II (n.1962) IV Rey de Jordania 1999–presente                                |                                                                                    |                                                                                    |                                                                                    |                                                                                    |                                                                                    |  |  |                                                                            |                                                                            |                                                                            |                                                                            |                                                                            |                                                                            |  |  |  |  |                                                                                          |                                                                                          |                                                                                          |                                                                                          |                                                                                          |                                                                                          |  |  |  |  |  |  |  |  |  |  |  |  |  |  |  |  |  |  |  |  |  |  |  |  |  |  |
|  |  |  |  |  |  |  |  |  |  |  |  |  |  |                                                             |                                                             |                                                             |                                                             |                                                             |                                                             |  |  |  |  |                                                                                    |                                                                                    |                                                                                    |                                                                                    |                                                                                    |                                                                                    |  |  |                                                                            |                                                                            |                                                                            |                                                                            |                                                                            |                                                                            |  |  |  |  |                                                                                          |                                                                                          |                                                                                          |                                                                                          |                                                                                          |                                                                                          |  |  |  |  |  |  |  |  |  |  |  |  |  |  |  |  |  |  |  |  |  |  |  |  |  |  |
|  |  |  |  |  |  |  |  |  |  |  |  |  |  |                                                             |                                                             |                                                             |                                                             |                                                             |                                                             |  |  |  |  | Príncipe Huséin (n.1994) Heredero de Jordania 2009-presente                        |                                                                                    |                                                                                    |                                                                                    |                                                                                    |                                                                                    |  |  |                                                                            |                                                                            |                                                                            |                                                                            |                                                                            |                                                                            |  |  |  |  |                                                                                          |                                                                                          |                                                                                          |                                                                                          |                                                                                          |                                                                                          |  |  |  |  |  |  |  |  |  |  |  |  |  |  |  |  |  |  |  |  |  |  |  |  |  |  |

### Archivos audio
- Estados Unidos pacta alianza con el reino que expulsó a los hachemitas de las tierras del Profeta (min. 12:00)

- Datos: Q1774915
- Multimedia: Hashemites / Q1774915